# فريد جلبط
فريد علي أحمد جلبط، أستاذ جامعي في تخصص القانون، ومن قيادات جماعة الإخوان المسلمين

## المولد
ولد في 7 نوفمبر 1962، في قرية كفر الجلابطة، مركز الشهداء في محافظة المنوفية

## الدراسة
- حصل علي ليسانس الشريعة والقانون من جامعة الأزهر الشريف عام 1985
- حصل علي ماجستير في القانون العام من جامعة القاهرة عام 1994
- حصل علي دكتوراه في القانون الدولي من جامعة القاهرة عام 2001 في موضوع "المعاهدات والقرارات الدولية"

## عمله
- يعمل أستاذاً للقانون الدولي في كلية الشريعة والقانون بـجامعة الأزهر الشريف
- عمل بالتدريس في المعاهد العلمية الابتدائية والإعدادية والثانوية في اليمن لمدة خمس سنوات

## نشاطه في العمل العام
- عضو مجلس إدارة جبهة علماء الأزهر الشريف
- عضو الجمعية المصرية للقانون الدولي
- شارك في عددٍ من المؤتمرات العلمية التابعة لجامعة الأزهر الشريف
- قدَّم العديد من الأبحاث منها شبهات حول تطبيق الشريعة الإسلامية
- شارك في مؤتمرات عديدة منها مؤتمر التحديات القانونية التي تواجه الأمة في القرن القادم1999
- له مؤلفان منهم الإرهاب وموقف الشريعة الإسلامية منه (تحت الطبع)، وآليات الحماية القانونية الدولية لـحقوق الإنسان الذي لم يكتمل بسبب اعتقاله في قضية المحاكمات العسكرية التاسعة لقيادات الإخوان المسلمين

## الأسرة
- متزوج وله خمسة أبناء:
  - روضة، وهي طالبة جامعية
  - رحمة، وهي طالبة في المرحلة الثانوية
  - أسماء، وهي طالبة في المرحلة الثانوية
  - محمد، وهو طالب في المرحلة الثانوية
  - علي، وهو طالب في المرحلة الابتدائية

## المحاكمة العسكرية التاسعة لقيادات الإخوان المسلمين
- اعتقل فريد جلبط سنة 2006 في قضية المحاكمة العسكرية التاسعة لقيادات الإخوان المسلمين المرقمة بـ 2 لسنة 2007 وحكم عليه بالسجن لمدة ثلاث سنوات.

## وصلات خارجية
- إخوان ويب - الموقع الرسمي لجماعة الإخوان المسلمين باللغة الإنجليزية
- موقع إخوان أون لاين - الموقع الرسمي لجماعة الإخوان المسلمين باللغة العربية
- مدونة انسي